# The Strange Case of Talmai Lind
The Strange Case of Talmai Lind è un cortometraggio muto del 1915 diretto da William Robert Daly.

## Produzione
Il film fu prodotto dalla Selig Polyscope Company.

## Distribuzione
Distribuito dalla General Film Company, il film - un cortometraggio in tre bobine - uscì nelle sale cinematografiche statunitensi il 26 agosto 1915.